# Ana María Mónica Gutiérrez
Ana Maria Mónica Gutiérrez Broglia "Negra" (Rosario, 14 de agosto de 1952, Rosario, 23 de octubre de 1976) maestra militante de Montoneros, asesinada en un enfrentamiento fraguado por la última dictadura cívico militar de Argentina

## Breve reseña
Estudiaba Odontología en la Universidad Nacional de Rosario, donde era dirigente del centro de estudiantes y militante de Juventud Universitaria Peronista aunque no pudo terminar la carrera, producto de la persecución política. Trabajó como maestra en el Barrio Casiano Casas pero por la misma persecución también debió dejarlo. Militaba en Montoneros, al igual que su compañero Eduardo Alberto Perez Frangioni (7 de setiembre de 1976, secuestrado-desaparecido el 22 de junio de 1976, empleado y estudiante de abogacía.

## Secuestro y asesinato
Fue secuestrada en Rosario el 20 de octubre de 1976, por un grupo de tareas de la dictadura, llevada al centro clandestino de detención del Servicio de Informaciones de la Jefatura de Policía  y luego su cadáver apareció acribillado en el Barrio Saladillo. El Ejército habló de un enfrentamiento que nunca se produjo.

### Querella en la causa Feced
La hermana de Ana María, la diputada provincial Alicia Gutiérrez se presentó en 2010 como querellante en la causa Feced, en un expediente en el que se prueba que fue secuestrada y asesinada.

## Documental
En 1976 Amsafe Rosario presentó un documental sobre trabajadores de la educación desaparecidos que incluye además de Ana María, a Raúl Héctor García, Miguel Ángel Urusa Nicolau, Osvaldo Seggiaro, Nora Elma Larrosa, María Susana Brocca, Graciela Elina Teresa Lotufo, Luis Eduardo Lescano Jobet, y Elvira Estela Márquez Dreyer.